# Châteaudouble, Var
Châteaudouble este o comună în departamentul Vaucluse din sud-estul Franței. În 2009 avea o populație de 467 de locuitori.

## Evoluția populației
| An        | 1975 | 1982 | 1990 | 1999 | 2006 | 2009 |
| --------- | ---- | ---- | ---- | ---- | ---- | ---- |
| Populație | 194  | 271  | 322  | 381  | 476  | 467  |